# 클레망 마로

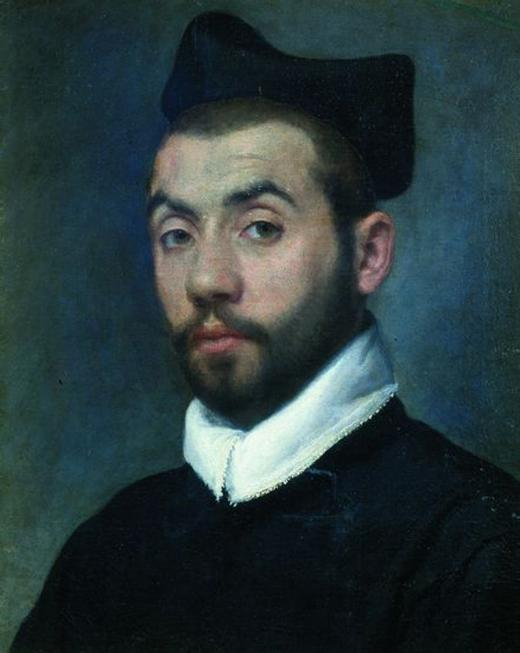

클레망 마로(Clément Marot, 1496-1544)는 16세기 프랑스 시인이다. 비록 그 작품은 중세 프랑스 문학 전통의 연장선에 있으나, 불문학사의 첫 근대적 대시인 중 한 명으로 평가된다.

## 생애
상인의 아들로, 그다지 교양있는 출생배경은 아니었다. 프랑수아 1세와 마르게리트 드 나바르의 궁정의 일원이었으나, 마르틴 루터와 종교개혁에 호의적이었기 때문에 결국에는 옥살이를 하고 스위스와 이탈리아로 추방당하게 되었다.

## 작품
다양한 새로운 시 형식을 프랑스에 소개하였다.
- 서간시(épître) - 편지의 형태를 띤 시로, 총 10수가 전하며, 명료한 문체에 마디가 없으며 평탄운(AABB)이다.
- 묘비명(épitaphe) – 2행의 짧은 십음절시로, 비장한 문체를 띠나 개중에는 웃음을 주는 것도 있다.
- 소네트(sonnet) - 이탈리아에서 유래한 시 형식.
- 비가(悲歌, élégie) - 주로 사랑을 노래한 슬픈 시로, 십음절 혹은 알렉상드랭시다.

그 외에 발라드, 롱도, 세속가곡(chanson) 등 중세의 형식도 많이 이용했다.
1526년 여성문제로 샤틀레 감옥에 부당하게 수감된 경험을 바탕으로 풍자시 <지옥>(l'Enfer)을 썼으며, 여체의 각 부분을 미화하는 블라종도 작시하였다.
1532년에 전집 <아돌레상스 클레망틴>(Adolescence clémentine)이 출간.